# Смирнова, Наталья Юрьевна
Наталья Юрьевна Смирнова (род. 7 декабря 1973, Северодвинск) — российская лыжница. Мастер спорта СССР, мастер спорта международного класса по лыжным гонкам России.

## Биография
С 1982 по 1993 год училась в Грязовецкой школе-интернате для слабослышащих детей. Лыжными гонками начала заниматься ещё в школе под руководством учителя физкультуры (ставшим первым тренером) Воронина Сергея Николаевича. Во время учебы в Грязовце занималась в Грязовецкой районной детско-юношеской спортивной школе (ДСО «Урожай» у Чучнева Владимира Михайловича.
С 1990 года Наталья Юрьевна член сборной команды России среди глухих.
В 1993/1994 году Наталья Юрьевна переезжает в Республику Коми в Сыктывкар. В Сыктывкаре Наталья Юрьевна продолжила заниматься лыжными гонками, там её тренером стал Поршнев Александр Леонидович.
Наталья Юрьевна работает спортсменом-инструктором в «Центр спортивной подготовки сборных команд по адаптивным видам спорта и развитию адаптивной физической культуры» Республики Коми.
2 ноября 2013 года участвовала в эстафете неся факел с олимпийским огнём по улицам Сыктывкара.

## Результаты

### Зимние Сурдлимпийские игры[6]
| Название            | 5 и 5 скиатлон | Индивидуальный спринт | 5 км | 10 км | 15 км | Эстафета 3х5 | 10 км массовый старт | 10 км двойное преследование |
| ------------------- | -------------- | --------------------- | ---- | ----- | ----- | ------------ | -------------------- | --------------------------- |
| Юлляс 1995          | —              | —                     | 5    | 5     | —     | 1            | —                    | —                           |
| 1999 Давос          | —              | —                     | 5    | 6     | —     | 1            | —                    | 5                           |
| 2003 Сундсвалль     | —              | —                     | 4    | —     | 4     | —            | —                    | 4                           |
| 2007 Солт-Лейк-Сити | —              | 4                     | —    | —     | —     | —            | 4                    | —                           |
| 2015 Ханты-Мансийск | 4              | —                     | —    | —     | —     | —            | 4                    | —                           |